# 인지세법 회의
인지세 의회(Stamp Act Congress, 1765년 10월 7일 ~ 25일)는 1765년 대륙회의(Continental Congress of 1765)로도 알려져 있으며, 식민지 시대 뉴욕의 뉴욕에서 열린 회의였다. 이 회의에는 영국령 아메리카의 대부분 식민지 대표들이 참여했으며, 특히 인지세법으로 영국 의회가 새로 부과한 세금에 대한 통일된 전략을 모색했다. 이는 프렌치 인디언 전쟁이 발발하면서 1754년 올버니 협약 이후 선출된 식민지 대표들이 모인 두 번째 회의였다. 1763년에 끝난 이 전쟁으로 인한 막대한 빚 때문에 영국 의회는 식민지에서 세수를 확보하기 위한 조치를 시행했다. 인지세법은 모든 법률 문서, 신문, 연감, 달력, 심지어는 카드와 주사위에도 특수 인지된 영국 종이를 사용하도록 요구했다. 이 법이 시행되면 1765년 11월 1일부터 식민지의 거의 모든 사업에 영향을 미칠 것이었다. 이에 대한 저항은 특히 변호사와 사업가들로부터 나왔지만, 일반 식민지 주민들도 광범위하게 항의했다.
아홉 개 식민지의 대표들이 의회에 참석했다. 참석한 모든 대표단은 결국 미국 독립 혁명을 일으키고 영국 식민지 통치에서 벗어나 미국을 형성한 13개 식민지 출신이었다. 다른 일부 식민지에서도 의회 참여에 대한 열망이 강했지만, 여러 왕실 총독들은 식민지 의회가 대표를 선출하기 위해 회의를 여는 것을 막기 위한 조치를 취했다.
의회는 현재 페더럴 홀이 있는 건물에서 개최되었으며, 인지세법 시행에 대한 식민지 전역의 광범위한 시위, 일부는 폭력적인 시위가 일어나는 시기에 열렸다. 대표들은 법안에 반대하며 단결했고, 의회는 식민지에서 어떤 대표도 포함하지 않았기 때문에 세금을 부과할 권리가 없다고 주장하는 권리 및 불만 선언을 발표했다. 9개 대표단 중 6개 대표단의 구성원들은 의회와 조지 3세 국왕에게 법안의 조항에 반대하는 청원서에 서명했다.
의회의 불법적인 성격은 영국에서 경종을 울렸지만, 의회의 적법성에 대한 어떠한 논의도 시위와 그에 따른 영국 상품의 비수입으로 인해 식민지와의 무역이 타격을 입은 영국 상인들의 경제적 항의에 의해 무산되었다. 경제 문제는 영국 의회가 인지세법을 폐지하도록 유도했지만, 같은 날 선언법을 통과시켜 식민지 주민들이 제기한 기본 헌법 문제에 대한 의견을 표명했다. 선언법은 의회가 미국 식민지에 "어떤 경우에든" 구속력 있는 법률을 만들 수 있다고 명시했다.

## 배경
프렌치 인디언 전쟁 이후, 영국 의회는 해외 식민지에서 세수를 늘리려고 했다. 이 지역은 군대 주둔 비용이 상당해졌기 때문이다. 의회는 1764년에 처음으로 설탕법과 통화 조례를 통과시켰는데, 이는 식민지 무역을 엄격하게 규제하여 왕실의 재정을 충당하기 위한 것이었다. 이 법들은 식민지 의회로부터 항의를 받았지만, 수익을 무역 관련 소비세로 구성하여 직접세 개념을 회피했다. 당시 영국 총리 조지 그렌빌은 설탕법 통과 시 인지세도 필요할 수 있다고 언급하여 식민지에서 즉각적인 우려와 항의를 불러일으켰다.
인지세법으로 의회는 처음으로 식민지에 직접 과세하여 자금을 모으려고 했다. 이 법은 모든 종류의 인쇄물에 세금이 납부되었음을 보여주는 인지(정부 대리인으로부터 구입)를 부착하도록 요구했다. 인지된 종이는 신문, 서적, 법원 문서, 상업 서류, 토지 증서, 연감, 주사위 및 카드에 필수적이었다. 이 세수는 기존의 식민지 의회를 통한 세수 확보가 실패한 전력이 있기 때문에 식민지에 군대를 주둔시키는 비용을 포함하여 제국의 운영 자금을 지원하는 데 사용될 예정이었다.

## 의회 소집 요구
1765년 6월, 매사추세츠 의회는 "현재 식민지의 상황에 대해 함께 협의"하기 위해 "이 대륙의 여러 식민지"의 입법부에 보낼 서한을 작성했다. 9개의 영국령 아메리카 대륙 식민지가 결국 의회에 참석할 대표를 선정했다: 매사추세츠, 로드아일랜드, 코네티컷, 뉴욕, 뉴저지, 펜실베이니아, 델라웨어, 메릴랜드, 그리고 사우스캐롤라이나. 선정된 모든 대표들은 각 식민지의 입법 기관의 구성원이었다.
대표를 선출하는 방식은 경우에 따라 이례적이었다. 당시 펜 소유주의 "세 하위 카운티"로 알려진 델라웨어에서는 의회 의원들이 세 카운티 각각에서 비공식 회의를 열었고, 각 경우에 동일한 세 명의 대표를 선출했다. 뉴욕에서는 의회가 휴회되었고, 콜든 부지사가 매사추세츠 서한을 고려하기 위해 소집할 가능성이 낮다고 판단되었다. 의회 서신 위원회는 뉴욕 대표들로 구성되어 이 서한을 논의하고, 상황에 따라 식민지를 대표할 권한을 행사하기로 결정했다. 뉴저지 의회는 6월 말 휴회하기 전에 정중하게 대표 파견을 거부했지만, 인지세법에 대한 정치적 정서가 더 강해지자 로버트 오그든 의장이 9월 말에 비공식 회의를 소집하여 (총독만이 공식적으로 소집할 수 있었음) 세 명의 대표를 선출했다. 윌리엄 프랭클린 총독은 이 조치에 화를 냈지만, 이례적인 회의에 항의하는 것 외에는 아무런 조치도 취하지 않았다. 천연두 발생으로 휴회되었던 메릴랜드 의회는 마침내 호레이쇼 샤프 총독에 의해 9월 23일 매사추세츠 서한을 고려하기 위해 소집되었고, 대표들이 선출되었다.
의회에 대표를 보내지 않은 식민지들은 다양한 이유로 대표를 보내지 않았다. 버지니아와 조지아 의회는 총독들에 의해 고의적으로 회의가 방해되었다. 뉴햄프셔는 식민지 내의 지속적인 재정 위기로 인해 대표를 보내지 않기로 결정했다. 일부 의회 의원들이 그 결정을 재고하려고 할 때쯤에는 의회가 휴회되었고, 베닝 웬트워스 총독은 회의를 소집하기를 거부했다. 노스캐롤라이나 부총독 윌리엄 트라이언은 다른 이유로 의회를 휴회시켰고, 존 애시 의장이 법안에 대한 대중의 항의와 반대에도 불구하고 특별 회의를 요청하기 위한 조치는 취해지지 않은 것으로 보인다. 당시 현재의 프린스에드워드아일랜드주와 뉴브런즈윅주를 포함했던 노바스코샤주는 매사추세츠와의 상당한 경제적 연결과 의회 내 뉴잉글랜드 출신 이주민의 강력한 존재에도 불구하고 대표를 보내는 것을 거부했다. 영국과 관련된 재정적 이해관계에 의해 지배되던 의회는 인지세법에 대한 항의 결의안조차 고려하지 않았다. 퀘벡, 뉴펀들랜드, 그리고 동 및 서플로리다는 식민지 의회가 없었고 초청받지 않았다.
예정된 의회 소식이 런던에 전해졌을 때, 무역위원회 위원들은 너무나도 불안하여 국왕에게 "이것은 대영제국의 왕국과 입법부에 지대한 중요성을 가진 문제이며... 오직 의회의 고려 대상일 뿐"이라고 썼다. 통신이 너무 느려 의회에 그 존재가 알려질 때쯤에는 인지세 의회가 이미 회기 중이었다. 무역 위원들은 또한 "이것은 식민지 의회들이 왕실의 권한 없이 총회를 소집한 최초의 사례로 보이며, 이는 그 자체로 위험한 경향을 가진 조치라고 생각한다"고 언급했다.

## 진행

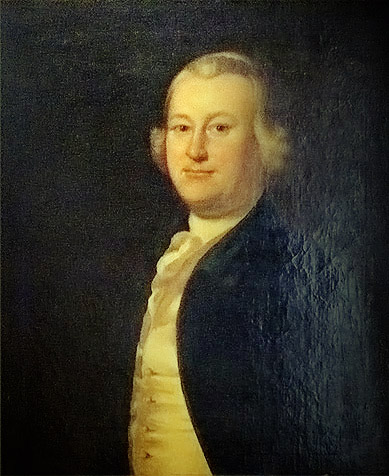
제임스 오티스, 조지프 블랙번의 초상화에 그려진 모습은 존 애덤스에 의해 인지세 의회의 영혼으로 여겨졌다

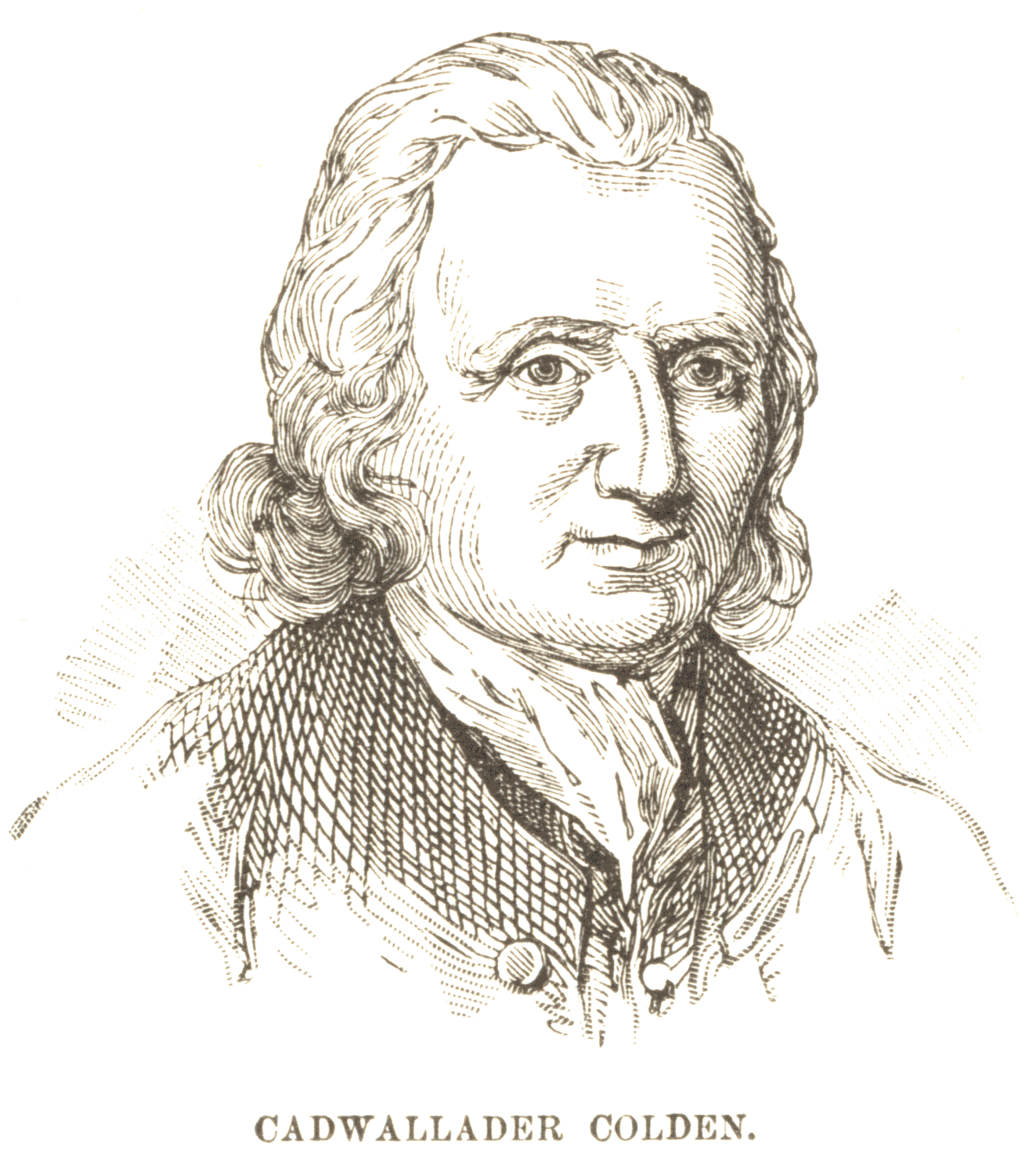
뉴욕의 대리 총독 캐드월러더 콜든은 인지세 의회를 승인되지 않은 불법적인 것으로 간주했다.

9월 말에 대표들이 뉴욕에 도착하기 시작했고, 9월 30일에는 4개의 대표단이 예비 회의를 가졌다. 이때 논의된 내용은 알려져 있지 않다. 의회의 첫 회기는 10월 7일 뉴욕 시청(현재 페더럴 홀)에서 열렸다. 의회는 보수적인 매사추세츠 대표인 티머시 러글스를 의장으로 선출했는데, 존 애덤스가 이 기구의 "영혼"이라고 묘사한 제임스 오티스를 근소한 차이로 물리쳤다. 매사추세츠 총회 부비서인 존 코튼은 공식 기록 작성을 위해 매사추세츠 대표단에 의해 고용되었고, 이 기구의 비서 겸 기록 보관자로 선출되었다. 러글스를 대표로 선출한 것은 매사추세츠 총독 프랜시스 버나드가 의회의 효과를 제한하려는 의도에서였다. 그가 의장으로 선출된 성공은 적어도 부분적으로는 대중 선동가인 오티스가 "그들의 회의에 좋지 않은 인상을 줄 수 있다"는 인식 때문이었다.
인지세 의회의 공식 회의는 비공개로 진행되었지만, 일부 업무는 저녁에 커피하우스나 다른 장소에서 열리는 비공식 회의에서 진행되었을 수 있다. 회의를 막을 수 없었던 콜든 부총독은 이를 불법적인 회의라고 부르며 "이 회의에 어떤 가능한 구실이 사용되더라도 그들의 실제 의도는 위험할 수 있다"고 언급했다. 대표들은 자신들이 실제로 왕실에 충성하고 있음을 분명히 했다. 뉴욕 대표 로버트 리빙스턴은 의회가 대영제국의 단결을 보장하기 위해 고안되었다고 썼다. "만약 내가 정말로 아메리카가 독립 상태에 있는 것을 보고 싶었다면, 그 목표에 도달하는 가장 효과적인 수단 중 하나로 인지세법이 강제되기를 바랐을 것이다."
의회의 논의에 대해서는 알려진 바가 거의 없다. 공식 의회 일지는 의도적으로 보이는 움직임으로 공식적인 조치의 간략한 세부사항만을 담고 있었으며, 참가자 중 윌리엄 새뮤얼 존슨만이 개인 일지를 보관했다. 결과적으로 의회에 대한 설명은 동시대 서신과 출판물의 단편적인 기록에 기반을 두고 있다. 임원 선출 외에도 초기 회기에서는 각 대표단의 자격 증명을 검토했다. 일부 대표가 비정상적인 방법으로 선출되었음에도 불구하고 거부된 대표는 없었다. 또한 이들은 본회의에서 투표가 어떻게 이루어져야 하는지에 대해 논의했으며, 결국 각 대표단이 한 표를 행사하기로 합의했다.
초기 실질적인 논쟁은 인지세법과 이전의 설탕법에 의해 제기된 문제들을 중심으로 전개되었다. 대표들은 직접세("내부" 과세)와 무역 규제("외부 과세") 사이의 차이점에 대해 상당한 시간을 할애하여 논의했으며, 오직 식민지 의회만이 내부세를 부과할 권리가 있다는 생각에 대한 공식적인 정당화를 모색했다. 논의 초기에 대표들은 의회가 의회와 왕에게 제출할 청원의 기초가 될 권리 선언문을 작성하기로 합의했다. 델라웨어 대표 시저 로드니에 따르면, 선언문 초안 작성은 식민지 주민의 권리와 왕실 특권, 그리고 의회의 인정된 권한 사이의 균형을 맞추려는 열망 때문에 어려움을 겪었다.
10월 19일, 대표들은 주로 지역 정치 토론을 위한 문서인 권리 및 불만 선언을 채택했다. 다음 며칠 동안 별도의 위원회는 세 가지 문서를 작성했다: 국왕에게 보내는 성명서, 상원에 보내는 진정서, 하원에 보내는 청원서. 별도의 위원회들은 다음 며칠 동안 이들을 작성하기 위해 노력했으며, 이는 10월 22일과 23일에 대표들의 논의와 수정을 거쳐 승인되었다. 10월 24일 문서 서명 문제가 논의될 때, 상황은 갑자기 더 복잡해졌다. 코네티컷과 사우스캐롤라이나 대표단은 그러한 권한을 구체적으로 부인하는 지침을 인용하며 문서 서명을 거부했다. 뉴욕 대표단도 선출 과정의 비공식성을 인용하며 거부했다. 나머지 6개 대표단 중 뉴저지의 로버트 오그든과 매사추세츠의 러글스는 모두 서명을 거부하여 격렬한 논쟁을 불러일으켰다. 러글스는 결국 아무도 문서에 서명하지 말고, 대신 식민지 의회에 서명 없이 보내자고 제안했다. 오티스는 매사추세츠 의회가 공동으로 합의된 문서에 서명할 권한을 대표단에게 부여했으며, 러글스의 제안은 통일된 전선을 제시하려는 의회의 목적을 훼손한다고 지적했다.
6개 식민지의 다른 대표들은 청원서에 서명했지만, 러글스와 오그던은 서명하지 않았고, 둘 다 각 의회에 소환되어 자신들의 행동을 정당화해야 했다. 러글스는 자신의 변호에서 문서 내용에 반대했음을 인정했으며, 오그던은 별도의 청원서가 공동 청원서보다 더 효과적일 것이라고 생각했다고 약하게 주장했다. (다른 사람들은 의회가 이미 그러한 청원서를 무시했다고 언급했다.) 러글스와 토머스 매킨은 이 문제로 격렬한 설전을 벌였고, 러글스는 매킨에게 결투를 신청했다. 결투는 일어나지 않았고, 러글스는 다음날 아침 일찍 뉴욕을 떠났다. 의회는 10월 25일에 다시 모여 청원서에 서명했고, 일부 문서를 영국으로 송부하고 불참 식민지를 위해 사본을 만드는 준비를 했다.

## 선언 및 청원
권리 선언은 14개의 조항으로 구성되어 있다. 처음 6개 조항은 왕실에 대한 충성을 선언하고, 영국인의 권리와 더 일반적인 "국민의 자유"에 따라 식민지 주민이 선출한 대표만이 세금을 부과할 수 있다고 주장함으로써 기초를 다진다. 의회는 그러한 대표를 두지 않았기 때문에 세금을 부과할 수 없었다. 7번째 조항은 영국인의 권리가 모든 식민지 주민에게 배심원 재판을 받을 권리를 부여한다고 주장한다. 나머지 조항들은 인지세법의 위헌성에 항의하고, 무엇보다도 영국 제조업체에 해를 끼칠 무역 감소와 같은 경제적 결과를 표명하며, 왕실과 의회에 청원할 식민지 주민의 권리를 재확인한다.
상원과 국왕에게 보내진 청원서는 아첨하는 어조로 작성되었으며, 식민지 주민들이 영국 신민으로서 누려왔던 자유를 부드럽게 진술하고 그 자유를 유지하기를 희망했다. 상원에 보내는 청원서는 "그 고귀한 영국 의회에 대한 정당한 종속"을 구체적으로 인정했다. 대조적으로, 하원에 보내는 청원서는 인지세법에 대한 경제적 주장을 제시하고 핼리팩스에 배심원 없는 vice admiralty court를 설립하는 법안의 폐지를 요청하는 등 더 상세했다. 또한 의회의 최고 권위를 재확인했다.

## 반응
청원서 사본은 두 척의 배에 실려 뉴욕을 떠났는데, 그 중 한 척은 의회 회기 중에 인지 종이를 싣고 도착했다. 다트머스 경, 식민지 장관은 상원에 보낸 청원서를 부적절한 문서라며 거부했다. 하원은 청원서를 심사하지 않는 여러 이유를 들었다. 여기에는 비헌법적인 의회가 제출했다는 점, 의회의 과세권을 부정한다는 점, 그리고 청원서 수락이 의회가 오류를 범했음을 인정하는 것이 된다는 점이 포함되었다. 약한 로킹엄 내각은 정치적 반대자들의 지지를 얻기 위해 노력했고, 인지세법에 반대하는 상인들의 이익을 결집하여 주로 이들의 경제적 주장에 힘입어 1766년 3월 18일 인지세법이 폐지되었다. 북미의 항의로 제기된 헌법적 문제를 해결하기 위해 의회는 선언법을 통과시켜 식민지에 "어떤 경우에든" 입법할 권한이 있음을 주장했다.

## 유산
인지세 의회는 일반적으로 미국 독립 혁명의 첫 조직적이고 협력적인 정치적 행동 중 하나로 간주되지만, 참가자들은 아직 그레이트브리튼 왕국으로부터의 독립에 초점을 맞추지 않았다. 13개 식민지 간의 상당한 정치적 차이와 의견 불일치에도 불구하고, 1773년 보스턴 차 사건에 대한 의회의 가혹한 대응으로 인한 긴장은 1774년 참을 수 없는 법에 대한 통일된 대응을 이끌어낸 제1차 대륙회의의 소집을 촉발했다. 퀘벡주와 노바스코샤주를 포함한 식민지들은 인지세법에 대해 비교적 온건한 반대를 보였고, 시위가 고조되는 동안에도 온건한 태도를 유지했으며, 1775년 4월 19일 렉싱턴 콩코드 전투로 시작되어 1776년 7월 4일 필라델피아에서 제2차 대륙회의가 미국 독립선언을 만장일치로 채택하면서 크게 확대된 미국 독립 전쟁 동안 대체로 왕당파로 남았다.
의회의 공식 문서 대부분은 남아 있지 않다. 시저 로드니의 문서 중 한 부가 글래스보로의 로완 대학교 도서관에 남아 있으며, 다른 한 부는 코네티컷 주립 기록보관소에 있다. 메릴랜드 주의 의회 일지 사본은 원본이 유실되었지만, 의회 기록에 필사되어 1766년에 인쇄되었다. 문서 내외부의 불일치로 인해 어떤 사본이 공식 일지를 정확하게 나타내는지 불확실하다 (공식 일지는 아마 매사추세츠로 옮겨졌고, 웨슬라거의 연구에서는 발견되지 않았다).

## 대표단
| 이름                                                   | 식민지           | 비고 |
| ------------------------------------------------------ | ---------------- | --- |
| 윌리엄 베이어드                                        | 뉴욕             | 베이어드(38세)는 뉴욕시의 부유한 상인이었다. 미국 독립 전쟁이 발발하자 그는 왕당파 편에 서서 영국 육군을 위해 지방 연대를 조직했다. 그의 토지는 몰수되었고, 1804년 영국에서 사망했다.                                                                      |
| 조지프 보든                                            | 뉴저지           | 보든(46세)은 상인, 주요 토지 소유자였으며, 뉴저지에서 가장 부유한 사람 중 한 명으로 알려져 있었다. 그의 아버지는 보든타운을 세웠다. |
| 메트캐프 보울러                                        | 로드아일랜드     | 보울러(39세)는 런던에서 태어난 농부이자 상인이었다. 당시 겉으로는 혁명에 대한 공감을 보였지만, 20세기에는 독립 전쟁 중 영국의 스파이로 밝혀졌다. |
| 조지 브라이언                                          | 펜실베이니아     | 아일랜드 이민자인 브라이언(약 34세)은 필라델피아의 사업가였다. 그는 후에 펜실베이니아 대법원에서 근무했다. |
| 존 크루거                                              | 뉴욕             | 크루거(55세)는 뉴욕 시장이었으며 오랜 공직 생활 경력을 가지고 있었다. |
| 존 디킨슨                                              | 펜실베이니아     | 디킨슨(33세)은 부유한 가정 출신의 변호사였으며, 펜실베이니아와 델라웨어 정치에서 활발하게 활동했다. 그는 나중에 미국 건국의 아버지 중 한 명이 되어 영향력 있는 펜실베이니아 농부의 편지를 쓰고, 연합규약을 초안했으며, 미국의 헌법에 서명했다.             |
| 엘리팔레트 다이어                                      | 코네티컷         | 다이어(44세)는 변호사이자 토지 투기꾼이었다. 그는 결국 코네티컷의 판사로 임명되어 독립 후 수석 판사에 올랐으며, 대륙회의의 대표였다. |
| 헨드릭 피셔                                            | 뉴저지           | 바운드 브룩 출신의 평신도 설교자이자 성공적인 농부였던 피셔(의회 당시 60대 추정)는 어린 시절 팔츠 선제후국 (현재 독일)에서 이주해왔다. 그는 수년 동안 서머싯군을 대표하여 의회에서 활동했다.                                                               |
| 크리스토퍼 개즈던                                      | 사우스캐롤라이나 | 개즈던(41세)은 찰스턴의 부유한 상인이자 플랜테이션 소유자였다. 그는 사우스캐롤라이나 자유의 아들들의 중요한 인물이었으며, 나중에 대륙육군에서 복무했다. |
| 윌리엄 존슨                                            | 코네티컷         | 존슨(38세)은 중립주의 변호사로, 나중에 1787년 필라델피아 제헌회의의 대표였으며, 여기서 그는 미국의 헌법의 최종 버전을 작성한 스타일 위원회의 위원장을 맡았다.                                                                                              |
| 레너드 리스페나르                                      | 뉴욕             | 리스페나르(49세)는 위그노 혈통의 부유한 뉴욕시 상인이었다. 그는 나중에 뉴욕 자유의 아들들에서 지도자가 되었다. |
| 필립 리빙스턴                                          | 뉴욕             | 리빙스턴(49세)은 강력한 리빙스턴 가문의 일원이자 성공적인 사업가이자 정치인이었다. 그는 독립 전쟁 동안 독립을 지지했다. 대표 로버트 리빙스턴은 그의 사촌이었다.                                                                                            |
| 로버트 리빙스턴                                        | 뉴욕             | 리빙스턴(47세)은 뉴욕 대법원의 판사이자 주요 지방 토지 소유자였으며, 대표 필립 리빙스턴의 사촌이었다. 그는 1775년에 사망했다. |
| 토머스 린치                                            | 사우스캐롤라이나 | 린치(38세)는 사우스캐롤라이나의 주요 플랜테이션 소유자였다. 동료 대표 크리스토퍼 개즈던의 친구였던 그는 나중에 독립을 적극적으로 지지했지만, 1776년에 사망했다.                                                                                            |
| 토머스 매킨                                            | 델라웨어         | 매킨(31세)은 뉴캐슬 출신의 판사이자 변호사였다. 그는 대륙회의에서 근무했으며 독립의 강력한 옹호자였다. 그는 연합규약의 주요 초안자 중 한 명이었다. |
| 존 모턴                                                | 펜실베이니아     | 모턴(41세)은 성공적인 농부이자 측량사였다. 그는 대륙회의에서 근무했으며 미국 독립선언에 서명했다. |
| 윌리엄 머독                                            | 메릴랜드         | 머독(55세)은 프린스 조지스군의 주요 토지 소유자이자 보안관이었다. 그는 1769년에 사망했다. |
| 로버트 오그던                                          | 뉴저지           | 의회 기간 중 49세가 된 오그던은 뉴저지 의회의 의장이자 주요 토지 소유자였다. 그는 개인적인 정치적 이유로 의회의 청원서 서명을 거부한 두 대표 중 한 명이었다.                                                                                               |
| 제임스 오티스                                          | 매사추세츠       | 오티스(40세)는 매사추세츠 부총독 토머스 허친슨 가문에 대한 오랜 정치적 반대 역사를 가진 가문 출신의 변호사였다. 그는 의회의 세금 법안에 대한 응답으로 "대표 없이 과세 없다"는 문구를 대중화한 공로를 널리 인정받고 있다.                                   |
| 올리버 파트리지                                        | 매사추세츠       | 파트리지(53세)는 예일대 교육을 받은 변호사이자 매사추세츠 입법가였으며, 서부 매사추세츠의 귀족 가문 출신으로 주요 토지 소유자이자 민병대 장교였다. 정치적으로 왕당파였던 그는 독립 전쟁 중 중립을 지켰고, 자신의 토지와 애국적인 이웃들의 존경을 유지했다. |
| 토머스 링골드                                          | 메릴랜드         | 링골드(50세)는 메릴랜드 이스트 쇼어 출신의 상인이자 토지 소유자였다. 그는 1772년에 사망했다. |
| 시저 로드니                                            | 델라웨어         | 로드니(37세)는 켄트군 출신의 토지 소유자, 정치인, 민병대 지휘관이었다. 독립 전쟁 동안 그는 델라웨어에서 왕당파 정서를 진압하는 데 적극적으로 활동했고, 독립선언서에 서명했으며, 1778년부터 1781년까지 델라웨어의 대통령으로 재직했다.                      |
| 데이비드 로랜드                                        | 코네티컷         | 로랜드(51세)는 예일 교육을 받은 입법가이자 페어필드 출신의 판사였다. 그는 1768년에 사망했다. |
| 티머시 러글스                                          | 매사추세츠       | 러글스(54세)는 오랜 공직 생활을 한 보수적인 변호사였다. 독립 전쟁이 발발하자 그는 왕실에 충성을 유지하고 보스턴을 떠나 노바스코샤로 갔다. |
| 존 러틀리지                                            | 사우스캐롤라이나 | 러틀리지는 26세로 가장 어린 대표였다. 의회 당시 지방 법무장관이었던 그는 나중에 사우스캐롤라이나에서 다양한 독립 지지 역할을 맡았으며, 미국 연방 대법원에 두 번 임명되었다 (1791년에는 연방 대법원 대법관으로, 1795년에는 대법원장으로).                   |
| 에드워드 틸먼                                          | 메릴랜드         | 틸먼(54세)은 강력한 메릴랜드 가문 출신으로 수년 동안 공직에 재직했다. 그는 지방 의회의 반소유주당의 주요 구성원이었으며, 나중에 의장으로 재직했다. |
| 헨리 워드                                              | 로드아일랜드     | 워드(33세)는 부유하고 정치적으로 강력한 가문 출신이었다. 그와 그의 형인 새뮤얼은 의회 당시 로드아일랜드 총독이었으며, 둘 다 독립을 지지했다. |
| 출처 (별도 명시되지 않은 경우): Weslager, pp. 107–108. |                  | |

제이콥 콜록도 델라웨어 카운티를 대표하도록 선정되었고, 뉴욕으로 여행했다는 기록은 있지만, 의회의 공식 회의 참석 기록은 없다. 펜실베이니아 의회 의장이었던 조지프 폭스도 대표로 선정되었지만, 펜실베이니아의 상황으로 인해 참석하지 않기로 결정했다. 새뮤얼 애덤스는 종종 실수로 대표로 기재되지만, 대표 명단에는 없다.
티머시 러글스는 인지세 의회의 의장 (대통령)으로 재직했다. 대표가 아니었던 존 코튼은 비서로 재직했다.

## 같이 보기
- 미국의 계몽주의
- 미국 독립 혁명 타임라인

## 추가 자료
- Journal of the first Congress of the American Colonies, in opposition to the tyrannical acts of the British Parliament, Stamp Act Congress (1765 : New York, N.Y.); Cruger, Lewis